# Gisèle Préville
Pour les articles homonymes, voir Préville.
Gisèle Préville, née Gisèle Mairet le 11 décembre 1918 à Paris VIe et morte le 26 novembre 2006 à Villiers-le-Bel, est une actrice française.

## Biographie
Gisèle Préville est élue Miss Paris 1934, puis devient Miss France 1935 en remplacement d'Elisabeth Pitz (Miss Sarrebruck) qui renonce deux heures après son élection à sa couronne. De première dauphine, elle devient par conséquent la 11e Miss France.
À sa mort, elle est crématisée au Père-Lachaise de Paris, puis ses cendres sont remises à la famille.

## Filmographie
- 1936 : Aventure à Paris de Marc Allégret
- 1936 : Le Chemin de Rio de Robert Siodmak
- 1937 : Trois Artilleurs au pensionnat de René Pujol
- 1938 : Prison sans barreaux de Léonide Moguy : Alice
- 1938 : La Chaleur du sein de Jean Boyer
- 1938 : L'Entraîneuse d'Albert Valentin
- 1938 : Trois Artilleurs en vadrouille de René Pujol
- 1939 : Noix de coco de Jean Boyer
- 1940 : Paris-New York d'Yves Mirande
- 1941 : Mélodie pour toi de Willy Rozier
- 1943 : Les Deux Timides d'Yves Allégret
- 1944 : Vautrin . de Pierre Billon d'après Honoré de Balzac : le rôle de Diane de Maufrigneuse
- 1945 : Trente et quarante de Gilles Grangier
- 1947 : Les Aventures de Casanova de Jean Boyer
- 1947 : Contre-enquête de Jean Faurez
- 1947 : Miroir de Raymond Lamy
- 1947 : Brigade criminelle de Gilbert Gil
- 1947 : Les Guerriers de l'ombre de Charles Crichton
- 1949 : Retour à la vie de Georges Lampin (sketch Le Retour d'Antoine)
- 1949 : Au temps des valses de Harold French
- 1951 : Le Dindon de Claude Barma
- 1951 : Les Mousquetaires du roi de Marcel Aboulker et Michel Ferry (film inachevé)
- 1960 : L'Affaire d'une nuit d'Henri Verneuil
- 1961 : Le Président d'Henri Verneuil
- 1962 : Le Couteau dans la plaie  d'Anatol Litvak
- 1974 : Un curé de choc (26 épisodes de 13 minutes) de Philippe Arnal
- 1978 : Le Témoin de Jean-Pierre Mocky
- 1981 : Docteur Jekyll et les femmes de Walerian Borowczyk
- 1984 : L'Amour en héritage (Mistral's Daughter) de Douglas Hickox / Kevin Connor, (feuilleton TV)
- 1986 : Nuit docile de Guy Gilles